# صبيح نجيب العزي
العقيد صبيح نجيب العزي، (1882-1948) وهو ضابط عسكري عراقي، شغل منصب وزير الدفاع في المملكة العراقية من 31 تشرين الأول 1938 ولغاية 25 كانون الأول 1938 (خمسة وخمسون يوما). تولى الوزارة جراء تعديل أجراه جميل المدفعي على وزارته الرابعة.

## نشأته ودراسته
ولد صبيح العزي في بغداد عام 1309هـ/ 1882م، وتعلم في مدارسها، وهو ينحدر من عائلة عسكرية، اذ كان والدهُ ضابطا في جيش الدولة العثمانية، وإلتحق صبيح العزي بالإعدادية العسكرية في بغداد، ثم سافر إلى إسطنبول والتحق بالمدرسة الحربية، وتخرج منها ضابطا عام 1912م، بدرجة ممتاز الأمر الذي جعل سلطان الدولة العثمانية محمد رشاد الخامس يهديه ساعة ذهبية، ثم دخل كلية الأركان العثمانية، وتخرج منها ضابط ركن فألحق على أساس ذلك في القطعات العسكرية العثمانية، ومنها الفيلق الحادي عشر في وان واشترك في حزب العهد، ولما أعلنت الحرب العالمية الأولى كان ضابطاً في جبهة القفقاس.

## حياته العسكرية
شغل عدة مناصب عسكرية في جيش الدولة العثمانية، ونقل إلى الجبهة الحربية في سوريا، ولقد انشق من الجيش العثماني بعد قيام الثورة العربية في الحجاز عام 1916م، فاعتقلته السلطات البريطانية، ووضع أسيراً في معتقلاتهم خلال الحرب العالمية الأولى، حيث أعتقله الإنجليز ببغداد في عام 1917م، ونفوه إلى الهند، ثم بعد خروجه من المنفى التحق بالجيش العربي في الحجاز عام 1919م، وأصبح ضابط ركن جيش الأمير زيد بن الحسين وبعد دخول القوات العربية إلى سوريا عين مرافقاً للشريف فيصل بن الحسين، وكان أحد الضباط الذين حضروا المؤتمر السوري العام، الذي نادى بالأمير فيصل بن الحسين أن يكون أميراً على سوريا، وكان عام 1921م نقطة تحول مهمة في حياة صبيح العزي، فعندما تولى فيصل بن الحسين عرش العراق عين العزي مرافقاً لهُ، ثم أوفد إلى بريطانيا، فالتحـق بكلية الأركان البريطانية كمبرلي، واشترك هناك في دورات عسكرية متعددة تخرج منها بتفوق وبدرجة امتياز، وبعد عودته إلى بغداد تبوأ مناصب عسكرية رفيعة، ولقد أصبح ثالثَ مديرٍ عامٍ للشرطة بعد كل من الحاج سليم ونوري السعيد، ويعد بحق مؤسساً للشرطة العراقية في المملكة العراقية، ثم عين آمراً لكلية الأركان العراقيةوهو برتبة عقيد ركن من شباط 1928 حتى نيسان 1931م، وهو مؤسس كلية الأركان العسكرية العراقية، وعين في منصب أول آمر لها، ثم أصبح مستشارا للمفوضية العراقية في برلين، وإتقن عدة لغات أجنبية منها اللغة التركية، والإنكليزية، والفرنسية، والألمانية. وبعدها عين معتمدا للعراق في القاهرة، ولقد دبر لهُ نوري السعيد تهمة اغتيال وزير المالية السوري الأصل رستم حيدر، وحكم عليه بالإعدام إلا أن محكمة التمييز حكمت ببراءته.

## من مؤلفاته
كانت لهُ عدة كتب مطبوعة في القيادة العسكرية منها:
- الإعاشة واكمالها في الميدان.
- القيادة والزعامة.
- التعبئة العسكرية.
- التنقلات.
- رحلة مدرسة الأركان إلى إنكلترا 1930 – 1931.
- تطورات الجيش الإنكليزي في 1930 – 1931.

وقد اثنت عليهِ أكثر من صحيفة أنه كان باحثاً عسكرياً قديراً ومتمكناً، ويتمتع بعقلية واعية، وثقافة عالية، فضلا عن إنه كان جنديا نبيلاً رفيعاً.

## وفاته
توفي في بغداد عام 1367هـ/ 1948م.